# Лебеденко, Николай Николаевич
Николай Николаевич Лебеденко (2 марта 1879, Москва — 26 мая 1948, Берлин) — инженер, конструктор одного из первых российских танков.

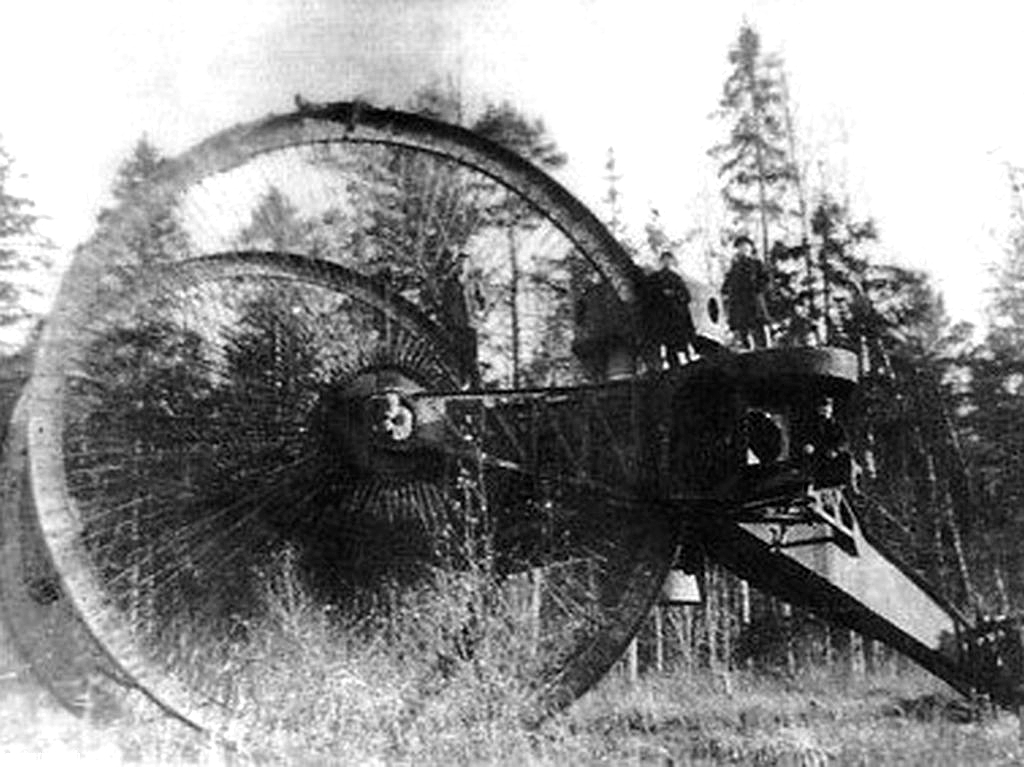

## Биография
Николай Николаевич Лебеденко родился 2 марта 1879 года в Москве в семье клинского купца 2-й гильдии. Он получил образование в частной гимназии Креймана, затем поступил на математическое отделение физико-математического факультета Императорского Московского университета. Лебеденко закончил университет в 1903 году с дипломом 1-й степени и остался на кафедре физики для подготовки к профессорскому званию. В 1902 году он стажировался в Болонском университете.
С 1905 по 1911 год Лебеденко работал внештатным лаборантом при физическом кабинете Московского университета, где он участвовал в научных исследованиях и преподавал. С 1908 года он возглавлял службу распределения тока Московских городских железных дорог. За свою деятельность он был удостоен ордена св. Станислава 3-й степени и чина коллежского секретаря.
С 1909 по 1917 год Лебеденко активно участвовал в общественной жизни, состоя членом множества научно-технических обществ. Особенно выделяется его деятельность в Московском обществе воздухоплавания и Обществе содействия успехам опытных наук и их практических применений имени Х. С. Леденцова.

### Первая мировая война
С началом Первой мировой войны Лебеденко открыл частную лабораторию в Москве на Садово-Кудринской улице, где разрабатывал проекты для военного ведомства. Первым его изобретением, принятом на вооружение российской авиацией, стало автоматическое устройство для бомбометания для самолёта «Илья Муромец». Среди других разработок лаборатории были приборы для авиации и артиллерии, взрывчатое вещество «москвит/лизит». Самым известным изобретением Лебеденко стал «царь-танк».

### Создание Царь-танка
Лебеденко по собственной инициативе начал разработку грандиозной боевой машины, известной в наше время под названием «царь-танк» с диаметром колёс 9 метров и весом 45 тонн. Лебеденко удалось заинтересовать идеей профессора Н. Е. Жуковского, с которым он познакомился ещё до войны (на XII съезде естествоиспытателей и врачей), который предложил ему в качестве сотрудников своих племянников А. А. Микулина и Б. С. Стечкина. Когда проект был готов, он был представлен главе Союза земств и городов князю Г. Е. Львову, который организовал Лебеденко аудиенцию у царя Николая II. Последний ассигновал на постройку опытного образца 210 тыс. рублей из личных средств.
Опытный образец был готов летом 1915 года, но показал себя неудовлетворительно. При испытаниях из-за неверного расчета распределения веса и недостаточной мощности двигателей задние колёса танка увязли в песчаном грунте. Кроме того, он был крайне уязвим для артиллерии. Танк застрял, пройдя около 500 метров, и проект был закрыт.

### После революции
После революционных событий 1917 года Лебеденко не принял новую власть и присоединился к Белому движению. О нём писал в своих мемуарах «В годы смут и надежд» князь Г. Н. Трубецкой. В дальнейшем Лебеденко находился в рядах ВСЮР. В 1920 году он эвакуировался из Новороссийска в Константинополь, а затем обосновался в Белграде. С 1927 года Лебеденко жил в Германии, продолжая заниматься научно-техническими исследованиями и преподаванием. Он получил патенты в различных странах и владел частной лабораторией в Берлине.
Николай Лебеденко скончался 26 мая 1948 года в Берлине и был похоронен на русском православном кладбище Тегель. Могила его была утрачена в результате нового захоронения в 2019 году.
В России дальнейшая судьба его долгое время была неизвестна. «Наверное, погиб где-нибудь, — говорил о нём Б. С. Стечкин. — О таком, как он, мы бы обязательно услышали. Значит, нет в живых — обязательно объявился бы!» Цитата по книге Феликса Чуева «Стечкин», «Молодая гвардия», 1978 г.

### Личная жизнь
В 1905 году Лебеденко женился первым браком, и в том же году у него родился сын Лев. Судьба его сына сложилась трагически: он был арестован в 1937 году и расстрелян в 1938 году в Ленинграде. Одновременно была арестована, приговорена и расстреляна жена сына Ольга.